# Tetragonochora brasiliensis
Tetragonochora brasiliensis là một loài tò vò trong họ Ichneumonidae.